# 德州墓地
德州墓地，位于中国青海省海晏县托勒乡德州村，为第四批青海省文物保护单位，公布日期为1986年5月27日，类型为古墓葬。
德州墓地的历史年代为卡约文化。